# テリア (ミサイル)
RIM-2 テリア
CAG-1 ボストンに搭載されたRIM-2
- 分類：地対空ミサイル・艦対空ミサイル
- 製造者：ジェネラル・ダイナミクス（コンベア）
- 運用者

  -  アメリカ合衆国（アメリカ海軍）
  -  イタリア（イタリア海軍）
  -  オランダ（オランダ海軍）
- 運用状況：退役

RIM-2 テリア (Convair RIM-2 Terrier) は、アメリカ海軍が開発した艦隊防空ミサイル。Terrierとは小型の猟犬であるテリア種の意。

## 概要
SAM-N-7 / RIM-2 テリアは、アメリカ海軍がもっとも早く実戦配備した艦対空ミサイルである。テリアは本来、アメリカ海軍の本命であったSAM-N-6タロスの開発途中で試作された実験作に過ぎなかったが、その優秀な設計ゆえに、本命であったはずのタロスに先行して配備され、テリアより派生した小型のRIM-24ターターとともに、60年代から70年代にかけてのアメリカ海軍を支えた3種類の艦対空ミサイル（3Tファミリーと通称される）体系を作り上げた。さらに、のちにはターターとともに、次世代のスタンダードミサイルのベースともなった。
また、テリアは当初目的であった研究用としても使用され、先端の弾頭部を換装してトマホーク、アスプ、オライオンといったロケットを搭載し、2段式ロケットの1段目として気象観測用等にも使用された。
なお、当初はSAM-N-7と呼ばれていたが、1963年の命名法の改正により、RIM-2と改称している。

## 来歴
1944年のレイテ沖海戦以降、アメリカ海軍は特別攻撃隊の脅威に直面し、防空力の非効率性を痛感していた。近接信管を用いた対空砲火と艦上戦闘機でも、この経空脅威には効率的に対処できず、海軍は、より即応性が高く、高速で、そして敵機が兵器を投じるより早く撃破できるほど射程が長い対空兵器を必要としていた。この要請に応じて、1945年1月、米海軍装備局（BuOrd）はジョンズ・ホプキンズ大学応用物理研究所（APL）に対して、ロケット発射・ジェット推進の対空誘導ミサイルに関する研究開発計画を開始するよう指導した。これによって開始されたのがバンブルビー計画（Bumblebee Project）であった。
この計画は非常に広範な範囲を扱っており、固体ロケット・ブースターやラムジェット推進、誘導飛行および超音速飛行のそれぞれについて試験を行うためのテストベッドが順次に開発されていった。1945年にはラムジェットエンジンのテストベッドとして6インチ径の「コブラ」が、また1946年には誘導飛行のテストベッドとしてビームライディング誘導・亜音速のCTVが開発された。続いて超音速飛行のテストベッドとしてSTV-2が開発され、各種試験を経て、1948年3月にビームライディング誘導のもとで記録的な初飛行を成功させた。また4月からは、更に改良したSTV-3の試験発射が開始された。
これらの成功を踏まえて、海軍は、当初予定のラムジェット推進ミサイルの開発を継続しつつ、まずこの試験飛行体をもとにしたミサイルを導入することとし、この決定は1948年6月11日に伝達された。APLはこのミサイルに「テリア」と名付け、これは同年12月29日に装備局長によって承認された。

## 設計

### BWシリーズ (RIM-2A/B)
まずSTV-3をもとに開発されたのがテリアIであり、1949年12月より、初期試作版（ロット0）15発の引き渡しが開始されて、海軍兵器試験ステーション（NOTS）で試験発射に供された。年末には装備局によって量産段階への移行が宣言され、プロトタイプ（ロット1～4）50発の生産・引き渡し契約が締結された。また1950年5月には海軍は新しい運用要求事項を提示し、これは後にテリアIIとして結実することになる。
ロット1～3を経て、1952年4月よりロット4の試射が開始された。最初の試射は失敗したものの、その後は成功を重ね、1953年5月には試験艦「ノートン・サウンド」で無人のF6Fドローンに対する試射を成功させて、重要なマイルストンを達成した。また戦艦「ミシシッピ」 (AG-128)も試験に供された。これらの試験により、ロット4の時点で艦隊配備可能な性能を達成していると判断されたが、既に次のロット5の生産が開始されていた。またこの時期には新しい命名法が導入された。これは1文字目で誘導法（ビームライディングであればB、ホーミングであればH）、2文字目で操舵法（翼面であればW、尾部であればT）を表すものであり、この時点で生産されていたミサイルはテリアBW-0と称された。海軍ではSAM-N-7aとして制式化され、命名法変更後はRIM-2Aと称された。続くテリアBW-1はSAM-N-7cとして制式化され、命名法変更後はRIM-2Bと称された。
なお、後にテリアの生産が下記のBTシリーズやHTシリーズへと移行すると、BWシリーズの一部は翼面を撤去されて、弾道弾を模した標的に改造された。

### BTシリーズ (RIM-2C/D)
ロット6からは、1950年5月の新しい運用要求事項に基づいて開発されたテリアIIに移行した。空気力学的特性は1951年初頭に決定され、当初は1952年初頭より試射を開始する予定だったが、設計の改訂に伴って先送りされた。これらは、将来的に電波ホーミング誘導システムを組み込む余地を確保するためもあり、弾体直径は13.5インチから15.0インチに、またブースター径も16.5インチから21.0インチに大型化されるとともに、テリアIでは弾体中部の翼面はピッチとヨー、尾部の翼面はロールの制御に用いられていたのに対して、これらの操舵機能を尾部の翼面に集中させていた。
この設計改訂の過程で、弾体中部の翼面を省いてストレーキのみとする案が浮上し、1954年10月より、翼面をもつものともたないものの双方の試験発射が開始された。1954年には、新しい試験飛行体であるSTV-5が開発され、1955年11月に初飛行を成功させたが、こちらも翼面をもつものともたないものの双方が試験に供された。翼面を持たないほうが安定性・操縦性および艦上での取り回しのいずれも優れていたが、レドームの設計のみが難点であった。
1956年1月には、APLとコンベア社により、後者のみを調達するよう提案され、海軍はこれを直ちに受諾した。1957年にはレドームの設計の問題も解決され、量産への障害はほぼ解消された。1958年中盤には、テリアBTの量産試作が開始され、これによって生産された30発のミサイルは12月に海軍に引き渡された。そして1959年初頭より量産が開始された。新型のロケット・モーターの採用によって、速度はマッハ3に向上し、射程も延伸した。
これらのテリアBT-3はSAM-N-7dとして制式化され、命名法変更後はRIM-2Cと称された。またRIM-2Dとして制式化されたテリアBT-3Aは、さらに改良されたロケット・モーターを使用することで、射程をほぼ倍増させている（37 km）ほか、対水上攻撃モードも備えた。なお、RIM-2Dには、テリア・ミサイルとして唯一の核弾頭搭載型が存在しており、BT-3Aは核出力1キロトンのW45-0弾頭を搭載した。

### HTシリーズ (RIM-2E/F)
1950年より国防総省のミサイル局長を務めていたクライスラーのケラー社長の方針により、陸軍のナイキ地対空ミサイルと海軍のスパロー空対空ミサイル、そしてテリア艦対空ミサイルの誘導システムの共用化が検討されていた。1953年には、スパローに搭載するためのレイセオン社のセミアクティブ・レーダー・ホーミング（SARH）誘導装置が良好な成績を収めており、1954年末には、まずテリアIにこれを組み込む計画が着手され、1955年初頭より試射が開始された。
続いてこの成果をテリアIIに組み込むことになり、BT-3をもとにSARH化することから、これはHT-3と称されることになった。テリアHTの生産は1961年から開始され、これらのテリアHT-3はRIM-2Eとして制式化された。
テリアの最終型はこれを改良したRIM-2F HTR-3 (Homing Terrier, Retrofit) で、新型のロケット・モーターによって射程はさらに倍増し（75 km）、ECCM性や多目標交戦能力、対水上戦闘能力も向上した。多くのRIM-2EがのちにRIM-2F仕様に改修された。

### スタンダードER (RIM-67)
1951年、海軍は護衛駆逐艦程度の艦にも搭載できる射程10海里 (19 km)程度の艦対空ミサイルに関する開発要求を提示し、1955年に行われた検討を踏まえて、上記のようなテリアの改良計画から派生させるかたちでの開発が決定された。これによって開発されたのがターターであり、生産は1959年末から開始された。
このように関連して開発されたことから、ターターとテリアHTは非常に類似していたものの、完全に同一ではなかった。その後、1961年には、テリアHTと改良型ターター（IT）の生産が統合され、価格ベースで85％の部品が共用化された。その後、テリアやターターの後継として計画されていたタイフォンの開発が中止されると、浮いた予算の多くが、3Tの改良計画に振り分けられた。これを背景にして、テリアとターターの改良計画は完全に合流することになり、両者を共通の基本設計のミサイルによって更新するため、スタンダードミサイルが開発された。開発計画は1963年10月に正式に提案され、1967年度より調達が開始された。
テリアの後継となったのがRIM-67 SM-1ERであった。これは基本的に、RIM-24Cターターをベースとして、ロケット・モーターをアトランティック・リサーチ社のMk.30に変更し、ハーキュリーズ社のMk.12ブースターを追加したものであった。テリアは徐々にスタンダードSM-1ERによって代替され、運用を終了した。しかし、テリアの運用に用いられた各種の装備（#テリア・システムを参照）は、スタンダードの運用に当たっても、小規模な改修を受けたのみで継続的に用いられている。

## 艦隊配備

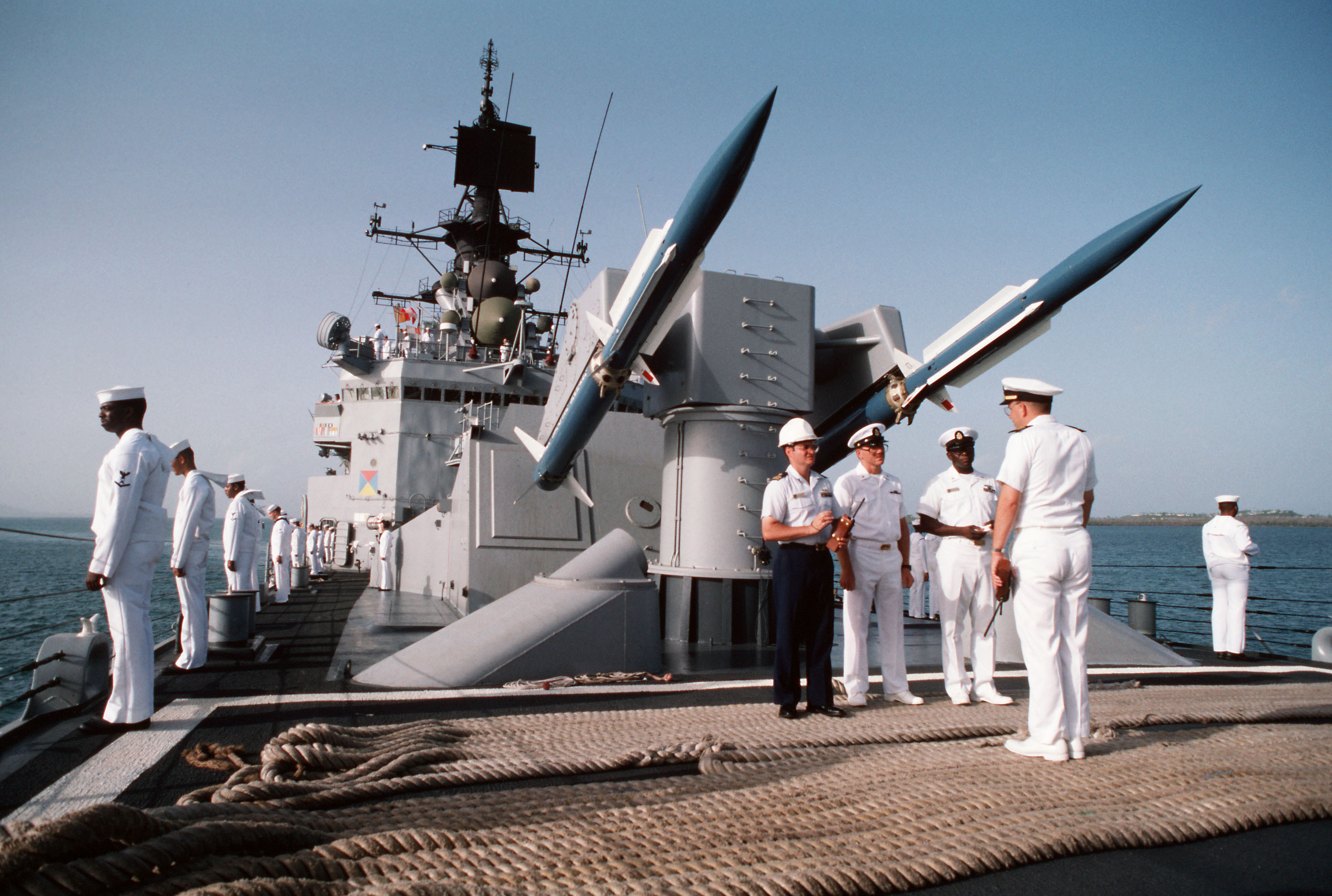
スタンダードSM-1ERミサイルとMk 10 GMLSの連装発射機、後方の弾庫

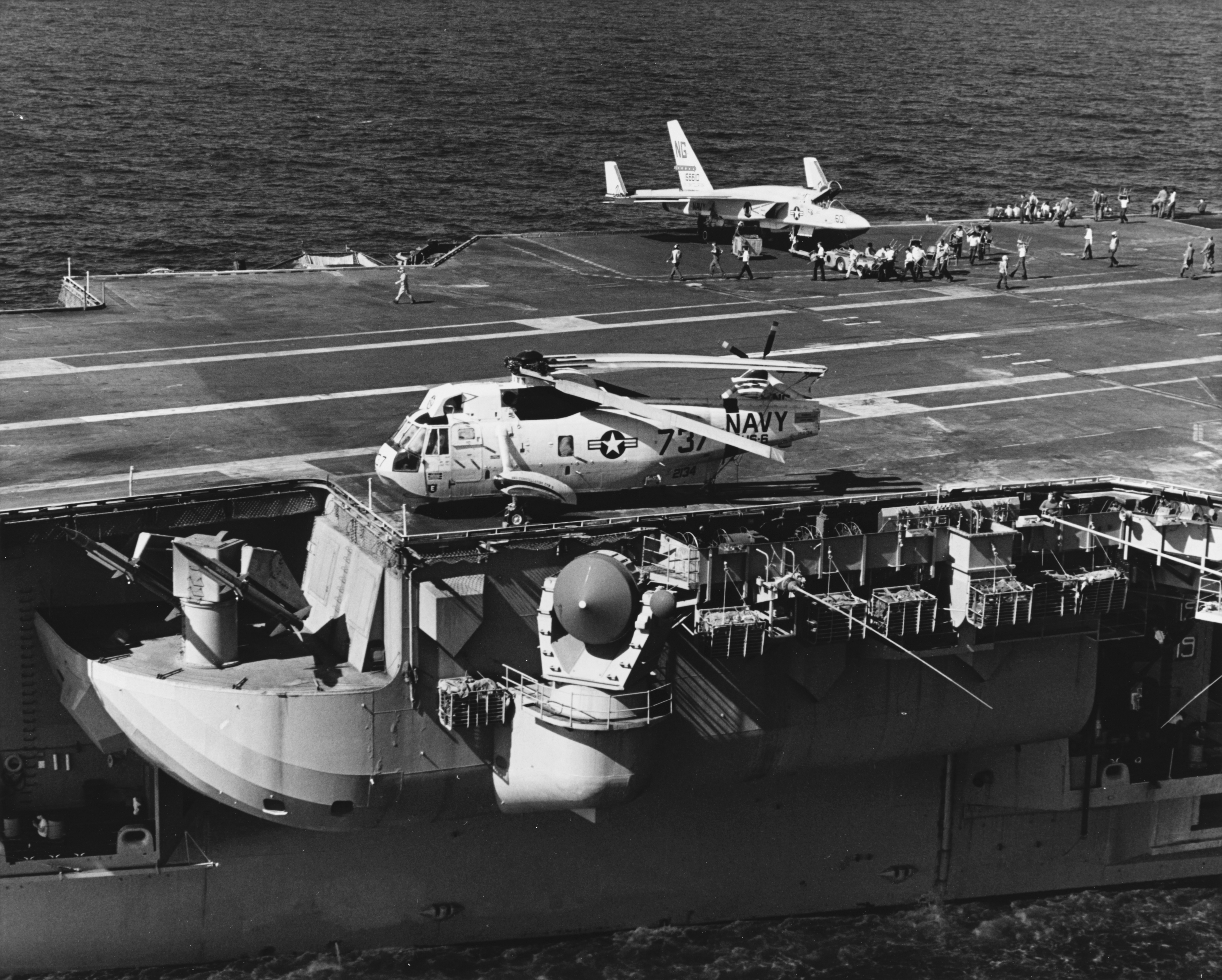
1974年のUSS コンステレーション。飛行甲板のわきに、テリアミサイルのランチャーとAN/SPG-55 射撃管制レーダーが配置されている。

海軍ではもともと、テリアは小型艦向けのシステムとして期待していたが、まもなく、駆逐艦に搭載するには大掛かりすぎることが判明した。このため、まず既存の巡洋艦への改修によって装備化されることになり、ボルチモア級重巡洋艦を改装したボストン級は1955年に再就役した。
しかしその後、巡洋艦ベースでなくとも、駆逐艦を大型化した船体でも十分に足りることが判明したことから、巡洋艦への改装はそれ以上行われないことになった。かわって、当時計画が進められていた高速艦隊護衛艦（Fast task force escort）にテリアが装備されることになり、1956年度計画のファラガット級が設計変更されてミサイル艦として建造され、1958年度計画からはダブル・エンダー配置としたリーヒ級の建造が開始された。またミサイル駆逐艦用のターターについて、テリアよりも射程が短く、核弾頭の装備に対応していないという不満が指摘されていたのに加えて、形態管理面から装備の斉一化が望まれたこともあり、大西洋艦隊を中心として、テリア搭載のミサイル駆逐艦を要望する声は根強かった。これに応じて、1956年8月にはテリア搭載DDGの研究が着手されたが、これは結局、改リーヒ級の計画と合流してベルナップ級として結実した。

### テリア・システム
1960年代初頭の時点で、テリア用の射撃指揮装置としては、タロス用のAN/SPG-49の技術を導入した大型のAN/SPQ-5レーダを使用するMk.73と、軽量のAN/SPG-55Bを使用するMk.76の二種類があった。その後、HTシリーズの導入とともに、Mk.76への統一が決定された。1968年の「リーヒ」を端緒として、FCSの統一とともに、海軍戦術情報システム（NTDS）や武器管制システム（WDS Mk.11）、AN/SPS-48 3次元レーダーの搭載などの近代化が着手され、1974年までに、就役中の全艦が改修を受けた。
ミサイル発射機としては連装のMk.10 GMLSが用いられた。ミサイルは後部の装填機構付き弾庫に収容されており、通常、その収容数は40発であったが、一部は80発から120発を搭載した艦もあり、ミサイル巡洋艦ボストン (CAG-1)、キャンベラ (CAG-2)は72発の底部装填機構付き弾庫を装備していた。

### 搭載艦
アメリカ海軍
- キティホーク級航空母艦[注 3]
- ボストン級ミサイル巡洋艦
- プロビデンス級ミサイル巡洋艦
- 原子力ミサイル巡洋艦「ロングビーチ」
- リーヒ級ミサイル巡洋艦
- 原子力ミサイル巡洋艦「ベインブリッジ」
- ベルナップ級ミサイル巡洋艦
- 原子力ミサイル巡洋艦「トラクスタン」
- ファラガット級（クーンツ級）ミサイル駆逐艦
- ミサイル駆逐艦「ジャイアット」[注 4]

 イタリア海軍
- ドゥーカ・デッリ・アブルッツィ級巡洋艦「ジュゼッペ・ガリバルディ」
- アンドレア・ドーリア級巡洋艦
- ヘリコプター巡洋艦「ヴィットリオ・ヴェネト」

 オランダ海軍
- デ・ロイテル級巡洋艦「デ・ゼーヴェン・プロヴィンシェン」（英語版、オランダ語版）

## 諸元表
|                | RIM-2B                                                      | RIM-2D                                                      | RIM-2F                                                      |
| 全長           | 8.25 m (27 ft 1 in)                                         | 8.0 m (26 ft 4 in)                                          | 8.0 m (26 ft 4 in)                                          |
| 翼幅           | 1.20 m (47.3 in)                                            | 0.61 m (24 in)                                              | 0.61 m (24 in)                                              |
| フィン幅       | 1.03 m (40.5 in)                                            | 1.07 m (42.3 in)                                            | 1.07 m (42.3 in)                                            |
| 直径           | 0.34 m (13.5 in)                                            | 0.34 m (13.5 in)                                            | 0.34 m (13.5 in)                                            |
| 弾体重量       | 480 kg (1060 lb)                                            | 535 kg (1180 lb)                                            | 535 kg (1180 lb)                                            |
| ブースター重量 | 584 kg (1290 lb)                                            | 825 kg (1820 lb)                                            | 825 kg (1820 lb)                                            |
| 弾頭           | 調整破片弾頭 100 kg (218 lb) ※BT-3AのみW-45-0核弾頭（1 kT） | 調整破片弾頭 100 kg (218 lb) ※BT-3AのみW-45-0核弾頭（1 kT） | 調整破片弾頭 100 kg (218 lb) ※BT-3AのみW-45-0核弾頭（1 kT） |
| 推進方式       | 固体燃料ロケット                                            | 固体燃料ロケット                                            | 固体燃料ロケット                                            |
| 誘導方式       | ビームライディング                                          | セミアクティブ・レーダー・ホーミング                        | セミアクティブ・レーダー・ホーミング                        |
| 射程           | 19 km (10 nm)                                               | 37 km (20 nm)                                               | 75 km (40 nm)                                               |
| 射高           | 12,200 m (40,000 ft)                                        | 24,400 m (80,000 ft)                                        | 24,400 m (80,000 ft)                                        |
| 速度           | マッハ1.8                                                   | マッハ3.0                                                   | マッハ3.0                                                   |